# Schafisheim
Schafisheim (toponimo tedesco) è un comune svizzero di 2 998 abitanti del Canton Argovia, nel distretto di Lenzburg.

## Storia

### Simboli
È un'arma parlante con riferimento all'origine del toponimo Schafisheim dal termine in lingua alto-tedesca antica scafhusun ("presso gli ovili"). Schaf significa "pecora" in tedesco. Lo stemma apparve per la prima volta in un armoriale di Berna nel 1621, ma a quel tempo il campo dello scudo era azzurro. Il sigillo comunale del XIX secolo riporta un ariete, ma dal 1915 la pecora è tornata ad essere utilizzata come simbolo araldico.

## Monumenti e luoghi d'interesse

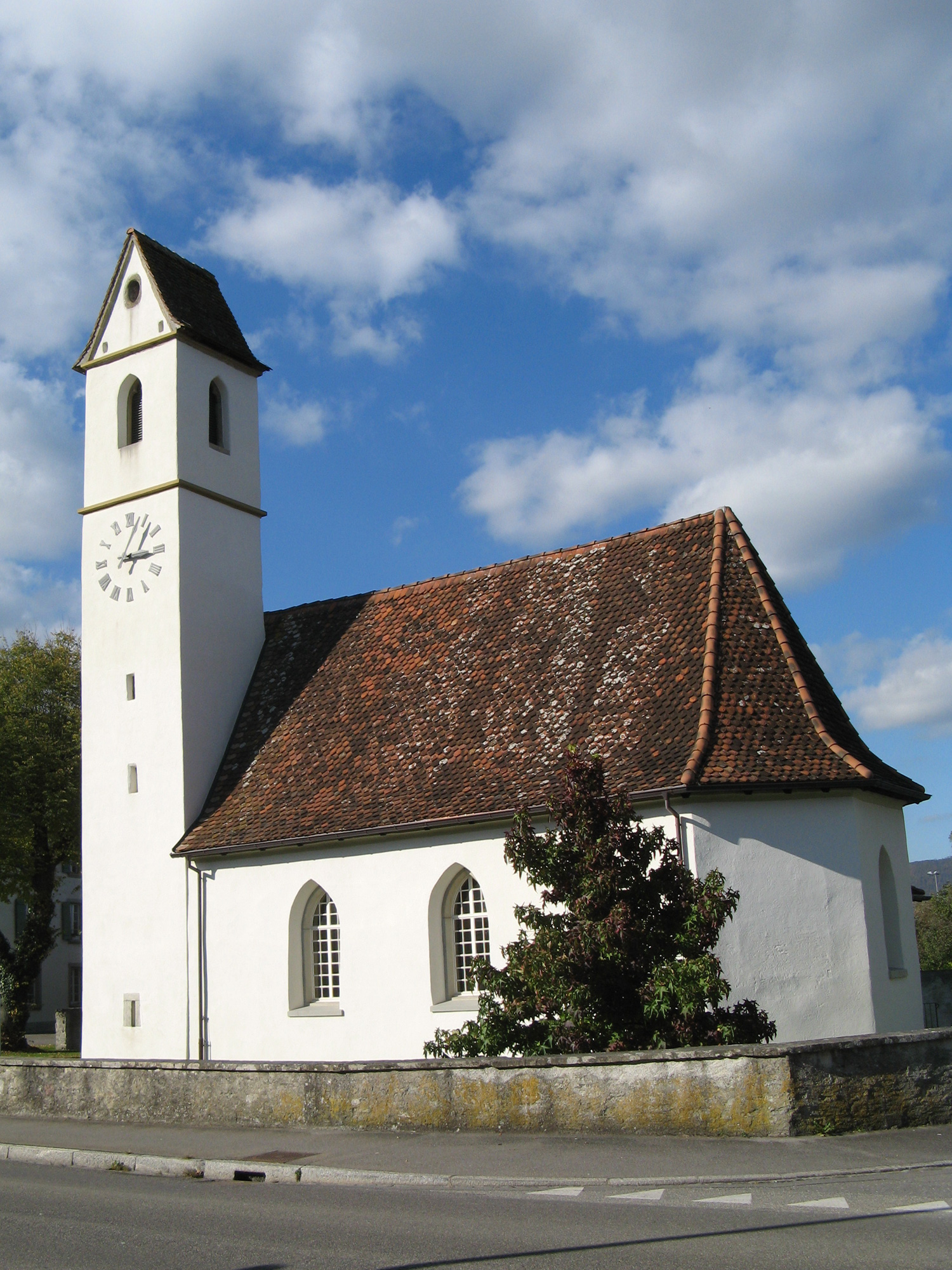
La chiesa riformata

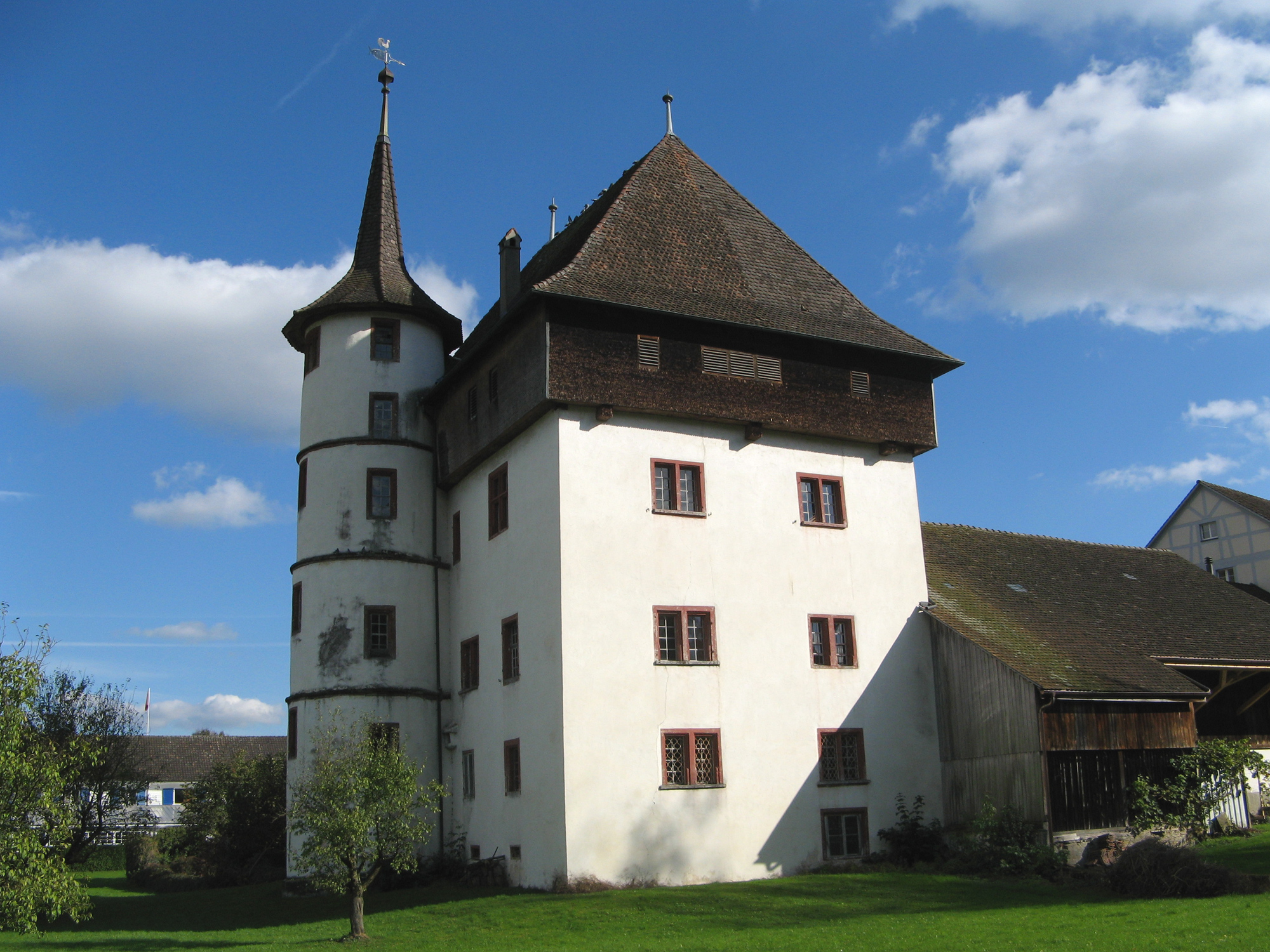
Il castello di Schafisheim

- Chiesa riformata (già di San Leodegario), eretta nel 1496-1498[2];
- Castello di Schafisheim, eretto nel XV secolo[2].

## Società

### Evoluzione demografica
L'evoluzione demografica è riportata nella seguente tabella:
Abitanti censiti

## Amministrazione
Ogni famiglia originaria del luogo fa parte del cosiddetto comune patriziale e ha la responsabilità della manutenzione di ogni bene ricadente all'interno dei confini del comune.